# 明日なき暴走
『明日なき暴走』（原題：Born to Run）は、ブルース・スプリングスティーンが1975年に発表した3枚目のアルバム。
『ローリング・ストーン』誌が選んだ「オールタイム・グレイテスト・アルバム500」（2020年版）において21位にランクインした。

## 解説
「ボブ・ディランのような詩、フィル・スペクターのような音作り、デュアン・エディのようなギター、ロイ・オービソンのような歌唱」を目指して作られた。
レコーディングは「明日なき暴走」のみニューヨーク州ブロベルトの914サウンド・スタジオで行われ、そのほかの曲はニューヨークのレコード・プラント・スタジオで行われた。「ジャングルランド」の編曲はチャーリー・カレロが担当した。ジャケットの写真はエリック・メオラ（Eric Meola）が撮影した。
自身初の全米トップ10入り（ビルボード誌のアルバム・チャートで3位）を果たした。

## 収録曲
全曲ブルース・スプリングスティーン作詞・作曲。
Side 1
1. 涙のサンダーロード - Thunder Road - 4:49
2. 凍てついた十番街 - Tenth Avenue Freeze-Out - 3:11
3. 夜に叫ぶ - Night - 3:01
4. 裏通り - Backstreets - 6:31

Side 2
1. 明日なき暴走 - Born to Run - 4:30
2. 彼女でなけりゃ - She's the One - 4:30
3. ミーティング・アクロス・ザ・リバー - Meeting Across the River - 3:18
4. ジャングルランド - Jungleland - 9:36